# The Woman Hater (film 1925)
The Woman Hater  è un film muto del 1925 diretto da James Flood. La sceneggiatura di Louis D. Lighton e Hope Loring (adattamento di Ruby M. Ayres) si basa sul romanzo The Eleventh Virgin pubblicato a New York nel 1924 da Dorothy Day (IMDB e Warner Bros. Story riportano, come autrice del libro, il nome di Ruby M. Ayres.

## Trama
Miles, pensando che Marie, la donna di cui è innamorato, lo stia prendendo in giro, la lascia. Passano gli anni: Marie è diventata una famosa attrice, ammirata e corteggiata. Il giovane Philip Tranter si infatua di lei e sua madre, che cerca di separarli, chiede a Miles di aiutarla. L'uomo, benché soffra ancora a causa di Marie, accetta di corteggiarla. Philip, geloso, una sera si reca a casa dell'attrice e, trovandola tra le braccia del rivale, minaccia di uccidere Miles. Per salvarlo, Marie dichiara al giovane che non ama per niente Miles, ma che lei si è solo divertita con lui. Deluso ancora una volta, Miles decide di partire per l'Europa.
Philip, però, alla fine si rende conto della profondità del sentimento che lega Marie a Miles e la lascia libera. Lei si precipita al porto, giungendo giusto in tempo per salire sulla nave dove potrà partire insieme all'amato accompagnandolo in Europa in quella che sarà la loro luna di miele.

## Produzione
Il film fu prodotto dalla Warner Bros.

## Distribuzione
Il copyright del film, richiesto dalla Warner Bros. Pictures, Inc., fu registrato il 12 maggio 1925 con il numero LP21456.

Distribuito dalla Warner Bros., il film venne presentato in prima a New York il 13 luglio 1925 per poi uscire in sala il 6 agosto. In Germania, venne distribuito nel marzo 1926 con il titolo Der Frauenhasser dall'Universum Film (UFA).
Copia della pellicola si trova conservata in Francia, negli Archives du Film du CNC a Bois d'Arcy.